# Christopher Lee
Sir Christopher Lee, OBE, teljes nevén: Christopher Frank Carandini Lee (London, 1922. május 27. – London, 2015. június 7.) angol színész.  Az 1940-es évek végétől filmezett. A Hammer Film Productions égisze alatt forgatott horrorfilmjeivel vált ismertté. Ő volt Drakula gróf egyik leghíresebb megformálója, de eljátszotta Frankenstein teremtményét és múmiaként is láthattuk. Filmjeinek műfaji skálája az 1970-es években szélesedett ki igazán. Gyakran bíztak rá negatív szerepeket, rosszfiúkat, a főhős gonosz ellenfelének megformálását. Az élete utolsó éveiben is aktív művész, évente több filmben is szerepelt, továbbá vállalt színpadi, zenei, narrátori és szinkronizálási feladatokat is. 80 éves kora körül a fiatalabb nemzedékek körében is rendkívül népszerűvé vált olyan filmeknek köszönhetően, mint a Gyűrűk Ura-trilógia és a Csillagok háborúja-előzménytrilógia, de 90 évesen szerepelt a Gyűrűk Ura előzménytörténetének számító A hobbit-trilógiában is. 2001-ben megkapta a Brit Birodalom Rendje tiszti fokozata (OBE) kitüntetést, 2009 júniusában pedig lovaggá ütötték.

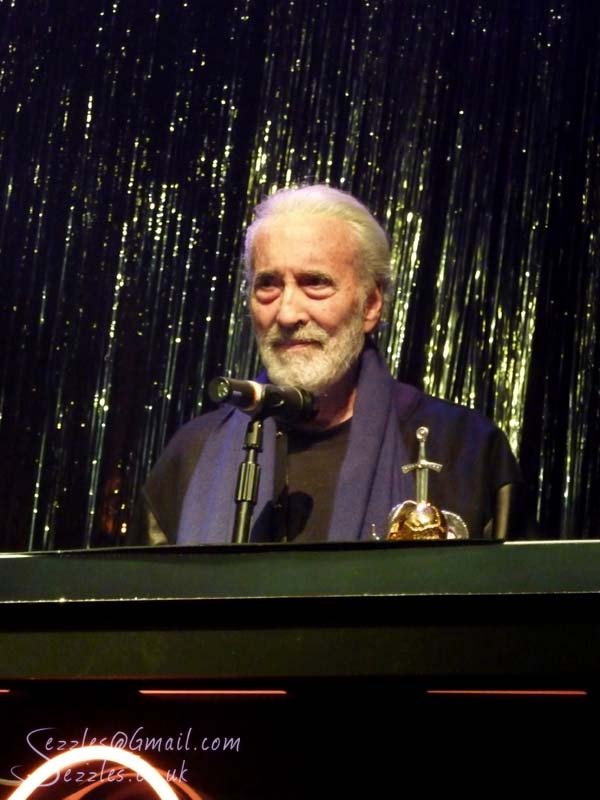
Sir Christopher Lee megkapja a "Spirit of Metal" díjat a 2010-es Metal Hammer Golden Gods Awards ünnepségen

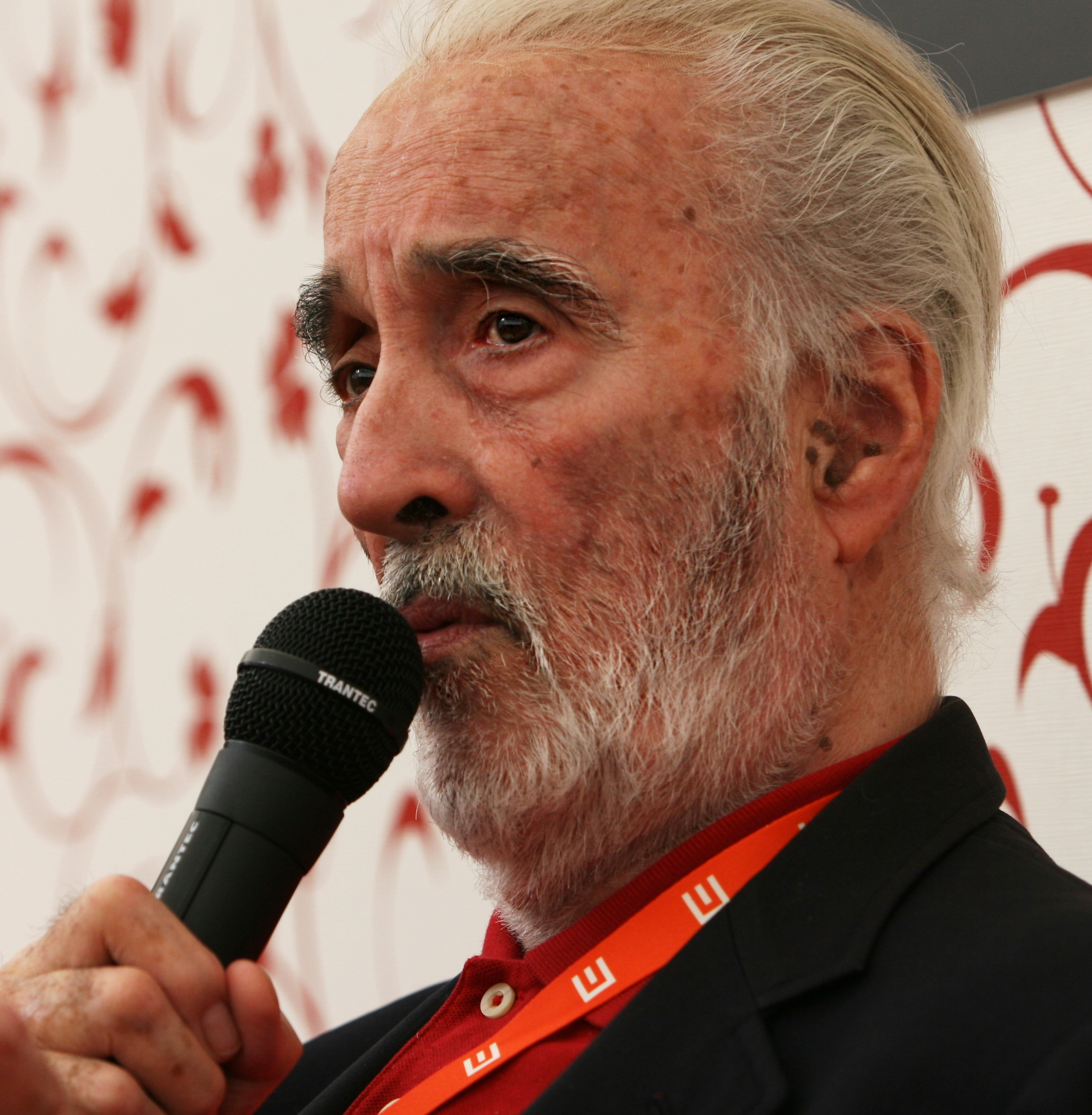
Christopher Lee 2008-ban, a 43. Karlovy Vary-i filmfesztiválon

## Pályafutása

### Családi háttér
Lee édesapja Geoffrey Trollope Lee alezredes volt, a 60th King’s Royal Rifle Corps katonája, akit a búr háborúkban és az első világháborúban tanúsított bátorságáért kitüntettek. A férfi mellesleg kora egyik legnevesebb amatőr sportolójának számított. Lee édesanyja Estelle Marie Carandini di Sarzano grófnő volt, akinek szépségét több festményen és szobron is megörökítették. A Carandini család Európa legősibb nemesi családjai közé tartozik, akik egészen a Kr. u. 1. századig vezetik vissza magukat. Úgy tartják, hogy kapcsolat áll fenn a család és Nagy Károly császár, valamint Barbarossa Frigyes császár között.

### A kezdetek
Christopher még iskolás sem volt, amikor szülei elváltak. Édesanyja őt és Xandra nevű nővérét Svájcba vitte, ahol a fiú a wengeni Miss Fisher’s Academyn tanult. Itt volt először alkalma színi előadásban is fellépni: Tűzmanócskát (németül: Rumpelstilzchen-t) játszotta, hosszan tartó színészi pályafutásának első negatív szerepét. A család később visszatért Londonba, ahol Christopher a Wagner magániskolában tanult tovább. Édesanyja időközben újra férjhez ment egy bankárhoz – Harcourt „Ingle” Rose-hoz –, aki mellesleg a James Bond-regényeiről ismert Ian Fleming nagybátyja volt. A Wagner után Christopher az Eton College, majd a Wellington College diákjaként folytatta tanulmányait. Utóbbi intézményben különösen kitűnt észbeli képességeivel: tanulmányi versenyeket nyert görög és latin nyelvből. Nem mellékesen számos sportágban is igen rátermettnek bizonyult. Iskolái befejezése után kifutófiúként és futárként kezdett dolgozni heti egy fontért. A második világháborúban katonai szolgálatot teljesített a Brit Királyi Légierő kötelékében mint pilóta. Ötéves kiváló katonai szolgálatáért kitüntetésben részesült, és repülőszázadossá léptették elő.

### Első lépések a filmvilágban
1946-ban Lee hétéves szerződést írt alá a Rank Organisation filmgyártó céggel. A művészi pálya iránti érdeklődésében nagy szerepe volt édesanyja másodunokatestvérének, aki olasz nagykövet volt: a férfi – Nicolò Carandini – beszélt Christophernek a nagyanyjáról, Marie Carandiniről, aki sikeres opera-énekesnő lett Ausztráliában. Nicolò Carandini szerint a színjátszás iránti tehetség a család vérében van. Lee 1948-ban Terence Young irányításával forgatta első filmjét, a Tükörfolyosó című gótikus szerelmi történetet, melyben még csak kisebb szerep jutott neki. Ugyanabban az évben rövid jelenése volt Laurence Olivier legendás Shakespeare-adaptációjában, az Oscar-díjjal elismert Hamletben is. A következő majdnem egy évtizedben számos filmben – főleg kalandtörténetekben – játszott kisebb szerepeket.

### A horrorfilmek csillaga
A szerencsés fordulatot egy újabb szerződés jelentette, melyet a ma már legendásnak számító Hammer Film Productions ajánlott a színésznek. A cég kis költségvetésű horrorok gyártásában jeleskedett, rendezőik a műfaj klasszikusaiból forgattak remake-eket, és gyakran merítettek ihletet Edgar Allan Poe írásaiból. Lee 1957-ben náluk forgatta a Frankenstein átka című filmet, melyben ő játszotta Frankenstein teremtményét. Partnere jó barátja, a stúdió másik sztárja, Peter Cushing volt. Még nagyobb sikere volt a híres vérszívó, Drakula gróf megformálásával Bram Stoker történetének 1958-as filmváltozatában. Ennek ellenére az 1960-as folytatásban (Drakula menyasszonya) nem játszott. Erre többféle magyarázat született: az egyik szerint a Hammer nem akarta kifizetni számára a kért gázsit, a másik szerint Lee nem akarta, hogy Drakula szerepével azonosítsák. Ez utóbbi a kevésbé valószínű, hiszen a színész az 1960-as évek második felétől kezdve többször is eljátszotta a szerepet. Különösen figyelemre méltó az 1966-os Dracula: Prince of Darkness, hiszen Lee puszta megjelenésével teremti meg a figurát, egyáltalán nincs szövege. Erre is eltérő magyarázatok születtek: az egyik szerint a színész csapnivalónak találta a szöveget, és nem volt hajlandó elmondani azt. Jimmy Sangster forgatókönyvíró szerint viszont eleve nem is írtak szöveget a figurának. Lee állítólag a továbbiakban már nem szerette volna többször eljátszani Drakulát, de később azt állította, hogy a Hammer illetékesei valósággal megzsarolták, mikor arra emlékeztették őt, hogy ellenkezése miatt hány ember maradna munka nélkül. A színész szakmai fenntartásai ellenére egyébként a későbbi folytatások anyagilag sikeresek voltak.
A Hammernél készült Lee-filmek közül említésre érdemes A múmia (1959) és a Rasputin: The Mad Monk (1966): mindkét filmben a címszerepet játszotta. Utóbbi művel kapcsolatos érdekesség, hogy Lee gyermekkorában találkozott az igazi Raszputyin merénylőjével, Feliksz Juszupov herceggel. Játszott Sir Arthur Conan Doyle népszerű Sherlock Holmes-története, A sátán kutyája egyik filmváltozatában is (1959): Sir Henry Baskerville szerepét alakította. Évekkel később Holmes fivérét, Mycroftot, sőt magát a mesterdetektívet is eljátszhatta. Lee javaslatára a Hammer szerződtette Denis Wheatley okkultista írót. A cég két filmet készített Wheatley írásaiból, mindkettőben Lee volt a főszereplő: a The Devil Rides Out (1968) általános vélekedés szerint a Hammer egyik legjobb produkciója lett, ám a második, az 1976-os To the Devil a Daughter című zavaros alkotás a cég talán legnagyobb bukásának bizonyult. 1957 és 1977 között Lee más filmgyártó cégek horrorfilmjeiben is játszott. Ezek közül az I, Monster (1971) – ebben lényegében Dr. Jekyll és Mr. Hyde kettős szerepét alakította: Dr. Charles Marlowe / Edward Blake figuráját –, a The Creeping Flesh (1973) és a The Wicker Man (1973) a legjelentősebbek. Ez utóbbi alkotás egyébként Lee egyik kedvence: annyira vonzotta Lord Summerisle szerepe, hogy az alacsony költségvetés miatt ingyen vállalta a közreműködést az Anthony Shaffer forgatókönyve alapján készült filmben.

### További filmek és szerepek
A színészt állítólag csőbe húzták a Eugenie (1970) című filmmel, melyet az erősen szexuális tartalmú alkotásairól ismert Jesús (Jess) Franco rendezett. Lee – későbbi elmondása szerint – nem tudott a pornográf epizódokról, mivel azokat külön vették fel, és utólag vágták össze azokkal a jelenetekkel, melyekben ő is szerepelt. 1973-ban készült Richard Lester látványos, kosztümös, kétrészes kalandfilmje Id. Alexandre Dumas A három testőr című regénye alapján: A három testőr, avagy a királyné gyémántjai; A négy testőr, avagy a Milady bosszúja. A sztárparádéban Christopher Lee Rochefort gróf szerepét kapta. Az akkor már 50 esztendős színész ragaszkodott ahhoz, hogy minden jelenetet maga csináljon, nem tartott igényt kaszkadőrre. Az 1989-es kései folytatás, A testőrök visszatérnek nagy meglepetése volt Lee szereplése, hiszen 15 évig az egész világ abban a hitben volt, hogy Rochefort meghalt, miután d’Artagnan keresztüldöfte őt egy zárdában. 1974-ben Lee Francisco Scaramanga figuráját keltette életre Az aranypisztolyos férfi című filmben: nem rajta múlt, hogy a produkció általános vélekedés szerint a leggyengébb James Bond-kalandok egyike. Mellesleg Lee már a legelső Bond-filmben is kamerák elé állhatott volna, hiszen a Dr. No (1962) címszerepére a szerző, Ian Fleming őt javasolta, de akkor végül nem került sor a közreműködésére. A színész egyébként két másik, ígéretes szerepről is lemaradt: Ken Russell Tommy (1975) című rockoperájában és John Carpenter Halloween (1978) című horrorjában Jack Nicholson, illetve Donald Pleasence játszotta el az eredetileg Lee-nek szánt szerepeket. Utólag Lee nagyon megbánta, hogy a Halloweenben felkínált szerepet visszautasította.
A ’80-as–’90-es évek a korábbi munkatempó mellett teltek, ám a színész pályafutása szempontjából nem különösebben jelentősek. Karrierjének újabb fordulatát A Gyűrűk Ura – A Gyűrű Szövetsége (2001) című szuperprodukció jelentette, melyet Peter Jackson rendezett J. R. R. Tolkien regénye alapján. Lee Szarumán szerepét játszotta, bár eredetileg Gandalf szerepére pályázott. Alakítását nagy tetszéssel fogadta a közönség, és természetesen a folytatásokban is szerepelt. Szarumán-alakításának köszönhetően kapott felkérést Dooku gróf szerepére (a név utalás Drakula grófra) a legendás űrsaga, a Star Wars két epizódjában: Csillagok háborúja II: A klónok támadása (2002), Csillagok háborúja III: A Sith-ek bosszúja (2005). Az éltes színész még ebben a két filmben is zömmel maga vívott a csatajelenetekben, és csak néhány különösen nagy erőpróbát jelentő résznél helyettesítette őt kaszkadőr. Szerepelt napjaink egyik legeredetibb hollywoodi filmese, Tim Burton munkáiban – Az Álmosvölgy legendája (1999), Charlie és a csokigyár (2005) –, valamint a hangját kölcsönözte A halott menyasszony (2005) egyik szereplőjének is.

### Egyéb munkák
Az intenzív filmezés mellett Lee színpadi fellépéseket is vállalt, dolgozott a rádió és a televízió számára, animációs filmekhez és videojátékokhoz kölcsönözte a hangját, sőt lemezeket is készített, illetve közreműködött más előadók felvételein. Egyik kedvenc filmjében, a The Wicker Man-ben Paul Giovanni The Tinker of Rye című szerzeményét énekelte. A Vicces fickó (1994) című horrorban ugyancsak dalra fakadt, de talán leghíresebb énekesi produkciója a The Return of Captain Invincible (1983) című filmben hallható. Az Inner Terrestrials nevű zenekarral a Carmen heavy metal változatának egyik dalában (Toreador Song) is közreműködött. Narrátori és énekesi feladatokat vállalt a The Tolkien Ensemble produkciójában. Közreműködött a Rhapsody of Fire nevű szimfonikus power metal együttes két nagylemezén (Symphony of Enchanted Lands II: The Dark Secret; Triumph or Agony). A könnyedebb műfajoktól sem zárkózott el: Kathy Joe Daylor énekesnő mellett az ő hangja is hallható a Little Witch című 1988-as diszkóslágerben.

## Magánélet
Christopher Lee részt vett a második világháború küzdelmeiben. Önkéntesként, több brittel együtt a finn-szovjet háborúban is járt - de mivel síelni nem tudott -, a fronttól távol látott el őrszolgálatot. Később a Brit Királyi Légierő pilótája lett, de látóideg-problémák (fejfájás, kettős látás) miatt eltiltották a repüléstől hosszú ideig. Járt Dél-Afrikában, Egyiptomban, Palesztinában, Máltán, az olasz fronton. Monte Cassino ostrománál egy lezuhanó repülőgép kis híján megölte. A világháború lezárulta után a háborús bűnöket vizsgáló minisztérium által felállított egyik egység ügynökeként nácikra vadászott Ausztriában. 1946-ban hadnagyi rangot elérve szerelt le a Légierőtől.
Magánélete mentes volt minden botránytól. 1961-ben feleségül vette Birgit Kroencke dán modellt. A házaspár boldogan élt együtt, 1963. november 23-án született meg a lányuk, Christina Erika Lee. Tall, Dark and Gruesome címmel 1977-ben jelent meg először Christopher Lee önéletrajzi könyve, melyet azóta többször kiadtak. Utolsó éveit Angliában élte a családjával együtt.
2015. június 7.-én halt meg délelőtt 8:30-kor, 93 évesen, miután három héttel azelőtt, légzési nehézségekkel és szívleállással, a Chelseai Westminster kórházba vitték.

### Nyelvismeret
Folyékonyan beszélt olaszul, franciául, spanyolul és németül, és elboldogult svédül, oroszul és görögül is.

## Ismertebb filmjei

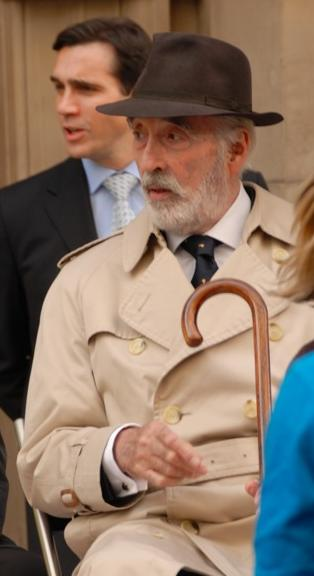
Christopher Lee 2007-ben a The Heavy című film westminsteri forgatásán

- 1948 Tükörfolyosó (Corridor of Mirrors)
- 1948 One Night with You
- 1948 Hamlet (nem szerepel a stáblistán)
- 1948 Penny and the Pownall Case
- 1948 A Song for Tomorrow
- 1948 My Brother’s Keeper (jeleneteit kivágták)
- 1948 Saraband (Saraband for Dead Lovers) (nem szerepel a stáblistán)
- 1948 Scott kapitány az Antarktiszon (Scott of the Antarctic)
- 1949 Trottie True
- 1950 They Were Not Divided
- 1950 Prelude to Fame
- 1951 Valley of Eagles
- 1951 Őfelsége kapitánya (Captain Horatio Hornblower R.N.)
- 1952 A vörös kalóz (The Crimson Pirate)
- 1952 Top Secret (nem szerepel a stáblistán)
- 1952 Paul Temple Returns
- 1952 Babes in Bagdad
- 1952 Moulin Rouge (nem szerepel a stáblistán)
- 1953 Hulot úr nyaral (Les Vacances de Monsieur Hulot) (csak hang az angol változatban) (nem szerepel a stáblistán)
- 1953 Ártatlanok Párizsban (Innocents in Paris) (nem szerepel a stáblistán)
- 1953–1956 Douglas Fairbanks, Jr., Presents (tévésorozat, 6 epizódban)
- 1954 Destination Milan
- 1955 Crossroads
- 1955 Final Column
- 1955 Man in Demand
- 1955 Moby Dick Rehearsed (tévéfilm)
- 1955 That Lady
- 1955 The Vise (tévésorozat, a Price of Vanity és a The Final Column című epizódokban)
- 1955 Police Dog
- 1955 The Dark Avenger
- 1955 Tales of Hans Anderson (tévésorozat, a The Cripple Boy és a Wee Willie Winkie című epizódokban)
- 1955 The Cockleshell Heroes
- 1955 Storm Over the Nile
- 1956 The Adventures of Aggie (tévésorozat, a Cut Glass című epizódban)
- 1956 Private’s Progress
- 1956 A vörös Pimpernel (The Scarlet Pimpernel) (tévésorozat, a The Elusive Chauvelin című epizódban) (nem szerepel a stáblistán)
- 1956 Colonel March of Scotland Yard (tévésorozat, az At Night All Cats Are Grey című epizódban)
- 1956 Port Afrique
- 1956 Alias John Preston
- 1956 Beyond Mombasa
- 1956 Sailor of Fortune (tévésorozat, a Stranger in Danger és a The Desert Hostages című epizódokban)
- 1956 A River Plate-i csata (The Battle of the River Plate)
- 1957 Errol Flynn Theatre (tévésorozat, 4 epizódban)
- 1957 I’ll Met by Moonlight
- 1957 Fortune Is a Woman
- 1957 The Traitor
- 1957 Frankenstein átka (The Curse of Frankenstein)
- 1957 Manuela (csak hang) (nem szerepel a stáblistán)
- 1957 The Gay Cavalier (tévésorozat, a The Lady’s Dilemma című epizódban)
- 1957 Bitter Victory
- 1957 The Truth About Women
- 1957 Assignment Foreign Legion (tévésorozat, a The Anaya és az As We Forgive című epizódokban)
- 1958 O.S.S. (tévésorozat, az Operation Firefly című epizódban)
- 1958 Ivanhoe (tévésorozat, a The German Knight című epizódban)
- 1958 Két város története (A Tale of Two Cities)
- 1958 White Hunter (tévésorozat, a This Hungry Hell című epizódban)
- 1958 Drakula (Dracula)
- 1958 The Battle of the V.1
- 1958 Corridors of Blood
- 1959 Tell Vilmos (William Tell) (tévésorozat, a Manhunt című epizódban)
- 1959 A sátán kutyája (The Hound of the Baskervilles)
- 1959 The Man Who Could Cheat Death
- 1959 The Treasure of San Teresa
- 1959 A múmia (The Mummy)
- 1960 Tales of the Vikings (tévésorozat, a The Bull című epizódban)
- 1960 Lázas éjszakák (Too Hot to Handle)
- 1960 Beat Girl
- 1960 The City of the Dead
- 1960 Dr. Jekyll két arca (The Two Faces of Dr. Jekyll)
- 1960 Orlac keze (The Hands of Orlac)
- 1961 The Terror of the Tongs
- 1961 Taste of Fear
- 1961 Alcoa Presents: One Step Beyond (tévésorozat, a The Sorcerer című epizódban)
- 1961 Das Geheimnis der gelben Narzissen
- 1961 The Devil’s Agent
- 1961 Ercole al centro della terra
- 1962 Stranglehold
- 1962 Das Rätsel der roten Orchidee
- 1962 Pirates of Blood River
- 1962 Tempi duri per i vampiri
- 1962 Sherlock Holmes und das Halsband des Todes
- 1963 Katarsis
- 1963 La Vergine di Norimberga
- 1963 La Frusta e il corpo
- 1964 Il Castello dei morti vivi
- 1964 The Alfred Hitchcock Hour (tévésorozat, a The Sign of Satan című epizódban)
- 1964 La Cripta e l’incubo
- 1964 The Devil-Ship Pirates
- 1964 The Gorgon
- 1965 Dr. Terror’s House of Horrors
- 1965 She
- 1965 The Skull
- 1965 Tíz kicsi indián (Ten Little Indians) (csak hang) (nem szerepel a stáblistán)
- 1965 The Face of Fu Manchu
- 1966 Theatre of Death
- 1966 Dracula: Prince of Darkness
- 1966 Rasputin: The Mad Monk
- 1966 Circus of Fear
- 1966 The Brides of Fu Manchu
- 1967 Night of the Big Heat
- 1967 The Vengeance of Fu Manchu
- 1967 Five Golden Dragons
- 1967 Die Schlangengrube und das Pendel
- 1967–1969 The Avengers (tévésorozat, a The Interrogators és a Never, Never Say Die című epizódban)
- 1968 Curse of the Crimson Altar
- 1968 The Devil Rides Out
- 1968 The Face of Eve
- 1968 The Blood of Fu Manchu
- 1968 Drakula feltámadt sírjából (Dracula Has Risen from the Grave)
- 1969 Light Entertainment Killers (tévéfilm)
- 1969 Die Folterkammer des Dr. Fu Man Chu
- 1969 A hosszúkás láda (The Oblong Box)
- 1969 A csodatevő (The Magic Christian)
- 1970 Scream and Scream Again
- 1970 Lugas (Umbracle)
- 1970 Il Trono di fuoco
- 1970 Nachts, wenn Dracula erwacht
- 1970 Drakula vérének íze (Taste the Blood of Dracula)
- 1970 One More Time (nem szerepel a stáblistán)
- 1970 Julius Caesar
- 1970 Eugenie
- 1970 Sherlock Holmes magánélete (The Private Life of Sherlock Holmes)
- 1970 Scars of Dracula
- 1971 The House That Dripped Blood (a Sweets to the Sweet című epizódban)
- 1971 I, Monster
- 1971 Hannie Caulder
- 1972 Death Line
- 1972 Nothing But the Night
- 1972 Drakula 1972-ben (Dracula A.D. 1972)
- 1973 Dark Places
- 1973 The Creeping Flesh
- 1973 Poor Devil (tévéfilm)
- 1973 Great Mysteries (tévésorozat, a The Leather Funnel című epizódban)
- 1973 Horror Express
- 1973 A három testőr, avagy a királyné gyémántjai (The Three Musketeers)
- 1973 The Wicker Man
- 1974 Drakula sátáni ünnepe (The Satanic Rites of Dracula)
- 1974 Az aranypisztolyos férfi (The Man with the Golden Gun)
- 1974 A négy testőr, avagy a Milady bosszúja (The Four Musketeers)
- 1975 Diagnosis: Murder
- 1975 Le Boucher, la star et l’orpheline
- 1976 The Keeper
- 1976 Gyilkos erő (Killer Force)
- 1976 Alfa holdbázis (Space: 1999) (tévésorozat, az Earthbound című epizódban)
- 1976 To the Devil a Daughter
- 1976 Dracula és fia (Dracula père et fils)
- 1976 Albino
- 1977 Airport ’77
- 1977 Meatcleaver Massacre
- 1977 End of the World
- 1977 Csillaghajó invázió (Starship Invasions)
- 1978 How the West Was Won (tévésorozat)
- 1978 Return from Witch Mountain
- 1978 Karavánok (Caravans)
- 1978 The Pirate (tévéfilm)
- 1978 Circle of Iron
- 1979 Átjáró (The Passage)
- 1979 Kalandok Arábiában (Arabian Adventure)
- 1979 Nutcracker Fantasy (csak hang)
- 1979 Jaguar Lives!
- 1979 Captain America II: Death Too Soon (tévéfilm)
- 1979 Medvesziget-akció (Bear Island)
- 1979 Meztelenek és bolondok (1941)
- 1980 Serial
- 1980 Once Upon a Spy (tévéfilm)
- 1980 Charlie angyalai (Charlie’s Angels) (tévésorozat, az Angel in Hiding című epizódban)
- 1981 A Szalamandra / Gyilkos szalamandra (The Salamander)
- 1981 Evil Stalks This House (tévéfilm)
- 1981 Desperate Moves
- 1981 Te nem lehetsz gyilkos (An Eye for an Eye)
- 1981 Goliath Awaits (tévéfilm)
- 1982 Szafari 3000 – Tragacsra fel (Safari 3000)
- 1982 Massarati and the Brain (tévéfilm)
- 1982 Charles & Diana: A Royal Love Story (tévéfilm)
- 1982 Az utolsó egyszarvú (The Last Unicorn) (csak hang, a német nyelvű változatban is)
- 1983 New Magic
- 1983 The Return of Captain Invincible
- 1983 Hosszú árnyak (House of the Long Shadows)
- 1984 The Far Pavilions (tévésorozat)
- 1984 Faerie Tale Theatre (tévésorozat, a The Boy Who Left Home to Find Out About the Shivers című epizódban)
- 1984 The Rosebud Beach Hotel
- 1985 Mask of Murder
- 1985 Üvöltés 2: A nővéred egy vérfarkas (Howling II: …Your Sister Is a Werewolf)
- 1986 Un métier du seigneur (tévéfilm)
- 1986 The Girl
- 1986 The Disputation (tévéfilm)
- 1986 The Mind of David Berglas (tévésorozat, egy epizódban)
- 1986 Shaka Zulu (tévésorozat)
- 1987 Jocks
- 1987 Kátó, a sötétség fejedelme (svéd címe: Mio, min Mio; angol címe: Mio in the land of Faraway)
- 1988 Dark Mission (Operación cocaína)
- 1989 Murder Story
- 1989 La chute des aigles
- 1989 80 nap alatt a Föld körül (Around the World in 80 Days) (tévésorozat)
- 1989 A testőrök visszatérnek (The Return of the Musketeers)
- 1989 A francia forradalom (La Révolution française), a Les Années Terribles című részben, Charles-Henri Sanson, párizsi hóhér
- 1990 A szivárványtolvaj (The Rainbow Thief)
- 1990 The Care of Time (tévéfilm)
- 1990 Kincses sziget (Treasure Island) (tévéfilm) epizódszerep
- 1990 L’Avaro
- 1990 Ásó, kapa, nagykaland (Honeymoon Academy)
- 1990 Szörnyecskék 2. – Az új falka (Gremlins 2: The New Batch)
- 1991 Incident at Victoria Falls (tévéfilm)
- 1991 Curse III: Blood Sacrifice
- 1992 Jackpot
- 1992 Dupla látomás (Double Vision) (tévéfilm)
- 1992 Kabuto
- 1992 Sherlock Holmes and the Leading Lady (tévéfilm)
- 1992 Az ifjú Indiana Jones kalandjai (The Young Indiana Jones Chronicles) (tévésorozat, az Austria, March 1917 című epizódban)
- 1993 Halálvonat (Death Train) (tévéfilm)
- 1994 Lakoma éjfélkor (A Feast at Midnight)
- 1994 Vicces fickó (Funny Man)
- 1994 Rendőrakadémia 7. – Moszkvai küldetés (Police Academy: Mission to Moscow)
- 1995 Tales of Mystery and Imagination (tévésorozat, a Berenice, a The Fall of the House of Usher és a The Oval Portrait című epizódokban)
- 1995 The Tomorrow People (tévésorozat, 5 epizódban)
- 1995 Mózes (Moses) (tévéfilm)
- 1996 Welcome to the Discworld
- 1996 Az álomherceg legendája (Sorellina e il principe del sogno) (tévéfilm)
- 1996 Lökött bagázs (The Stupids)
- 1997 Ivanhoe (tévésorozat)
- 1997 Soul Music (videófilm) (csak hang)
- 1997 Vészbanyák (Wyrd Sisters) (tévéfilm) (csak hang)
- 1997 Odüsszeusz (The Odyssey) (minisorozat)
- 1998 Talos, a múmia / Múmia mese (Tale of the Mummy)
- 1998 Jinnah
- 1997–1998  Robin Hood legújabb kalandjai (The New Adventures of Robin Hood) (tévésorozat, 6 epizódban)
- 1999 Az ifjú Indiana Jones – Kalandok a titkosszolgálatnál (The Adventures of Young Indiana Jones: Adventures in the Secret Service) (videófilm)
- 1996–1999  Kisvárosi zsaruk (Blue Heelers) (tévésorozat, a Lies and Whispers, az All in the Family, a Gold és a Miss Mount Thomas című epizódokban)
- 1999 Az Álmosvölgy legendája (Sleepy Hollow)
- 2000 Gormenghast (tévésorozat)
- 2000 Kezdetben vala / Kezdetek kezdetén (In the Beginning) (tévéfilm)
- 2000 Ghost Stories for Christmas (tévésorozat) (csak hang)
- 2001 Les Redoutables (tévésorozat)
- 2001 A Gyűrűk Ura - A Gyűrű Szövetsége (The Lord of the Rings: The Fellowship of the Ring)
- 2002 Csillagok háborúja II: A klónok támadása (Star Wars: Episode II - Attack of the Clones)
- 2002 A Gyűrűk Ura: A két torony (The Lord of the Rings: The Two Towers)
- 2003 A Gyűrűk Ura: A király visszatér (The Lord of the Rings: The Return of the King)
- 2004 Az apokalipszis angyalai - Bíbor folyók 2 (Les Rivières pourpres II - Les anges de l’apocalypse)
- 2005 Bobby, a hűséges terrier (Greyfriars Bobby)
- 2005 Csillagok háborúja III: A Sith-ek bosszúja (Star Wars: Episode III - Revenge of the Sith)
- 2005 Charlie és a csokigyár (Charlie and the Chocolate Factory)
- 2005 A halott menyasszony (Corpse Bride) (csak hang)
- 2005 Pope John Paul II (tévéfilm)
- 2007 Az arany iránytű (The Golden Compass)
- 2008 The Colour of Magic (tévéfilm) (csak hang)
- 2008 The Heavy
- 2009 Boogie Woogie
- 2009 Monstermania! (csak hang)
- 2009 Triage
- 2009 1939
- 2009 Cowboys for Christ
- 2010 Alice Csodaországban (Alice in Wonderland)
- 2011 A leleményes Hugo (Hugo)
- 2012 A hobbit: Váratlan utazás (The Hobbit: An unexpected Journey)
- 2013 Éjféli gyors Lisszabonba (Night Train to Lisbon)
- 2013 A hobbit: Smaug pusztasága (The Hobbit: The Desolation of Smaug)
- 2014 A hobbit: Az öt sereg csatája (The Hobbit: The Battle of the Five Armies)